# Монгомо
Монгомо (фр. Mongomo) — город в Экваториальной Гвинее, административный центр провинции Веле-Нзас.

## Известные жители
- Франсиско Масиас Нгема — первый президент Экваториальной Гвинеи.
- Теодоро Обианг Нгема Мбасого — нынешний президент государства.

## Демография
Население города по годам:
| 1983  | 2001  | 2010  |
| ----- | ----- | ----- |
| 2 370 | 5 791 | 7 089 |

## Спорт
В городе есть футбольный клуб Депортиво Монгомо.